# La Veuve
La Veuve är en kommun i departementet Marne i regionen Grand Est (tidigare regionen Champagne-Ardenne) i nordöstra Frankrike. Kommunen ligger i kantonen Châlons-en-Champagne 2e Canton som tillhör arrondissementet Châlons-en-Champagne. År 2022 hade La Veuve 603 invånare.

## Befolkningsutveckling
Antalet invånare i kommunen La Veuve
| Referens: INSEE |